# USS Sabalo (SS-302)
USS Sabalo (SS-302) là một  tàu ngầm lớp Balao từng phục vụ cùng Hải quân Hoa Kỳ sau Chiến tranh Thế giới thứ hai. Nó là chiếc tàu chiến thứ hai của Hải quân Hoa Kỳ được đặt cái tên này, theo tên loài cá cháo lớn Đại Tây Dương. Hoàn tất quá trễ để có thể tham gia phục vụ trong Thế Chiến II, nó được cho ngừng hoạt động vào năm 1946, rồi được nâng cấp trong khuôn khổ Chương trình Ống hơi Hạm đội để tiếp tục phục vụ trong cuộc Chiến tranh Lạnh từ năm 1951 đến năm 1971. Con tàu cuối cùng bị đánh chìm như một mục tiêu ngoài khơi Nam California, vào năm 1973.

## Thiết kế và chế tạo
Thiết kế của lớp Balao được cải tiến dựa trên  tàu ngầm lớp Gato dẫn trước, là một kiểu tàu ngầm hạm đội có tốc độ trên mặt nước cao, tầm hoạt động xa và vũ khí mạnh để tháp tùng hạm đội chiến trận. Khác biệt chính so với lớp Gato là ở cấu trúc lườn chịu áp lực bên trong dày hơn, và sử dụng thép có độ đàn hồi cao (HTS: High-Tensile Steel), cho phép lặn sâu hơn đến 400 ft (120 m). Con tàu dài 311 ft 9 in (95,02 m) và có trọng lượng choán nước 1.526 tấn Anh (1.550 t) khi nổi và 2.424 tấn Anh (2.463 t) khi lặn. Chúng trang bị động cơ diesel dẫn động máy phát điện để cung cấp điện năng cho bốn động cơ điện, đạt được công suất 5.400 shp (4.000 kW) khi nổi và 2.740 shp (2.040 kW) khi lặn, cho phép đạt tốc độ tối đa 20,25 hải lý trên giờ (37,50 km/h) và 8,75 hải lý trên giờ (16,21 km/h) tương ứng. Tầm xa hoạt động là 11.000 hải lý (20.000 km) khi đi trên mặt nước ở tốc độ 10 hải lý trên giờ (19 km/h) và có thể hoạt động kéo dài đến 75 ngày.
Tương tự như lớp Gato dẫn trước, lớp Balao được trang bị mười ống phóng ngư lôi 21 in (530 mm), gồm sáu ống trước mũi và bốn ống phía phía đuôi tàu, chúng mang theo tối đa 24 quả ngư lôi. Vũ khí trên boong tàu gồm một hải pháo 4 inch/50 caliber, một khẩu pháo phòng không Bofors 40 mm nòng đơn và một khẩu đội Oerlikon 20 mm nòng đôi, kèm theo hai súng máy .50 caliber. Trên tháp chỉ huy, ngoài hai kính tiềm vọng, nó còn trang bị ăn-ten radar SD phòng không và SJ dò tìm mặt biển. Tiện nghi cho thủy thủ đoàn bao gồm điều hòa không khí, thực phẩm trữ lạnh, máy lọc nước, máy giặt và giường ngủ cho hầu hết mọi người, giúp họ chịu đựng cái nóng nhiệt đới tại Thái Bình Dương cùng những chuyến tuần tra kéo dài đến hai tháng rưỡi.
Sabalo được đặt lườn tại xưởng tàu của hãng Cramp Shipbuilding Co. ở Philadelphia, Pennsylvania vào ngày 5 tháng 6, 1943. Nó được hạ thủy vào ngày 4 tháng 6, 1944, được đỡ đầu bởi bà Martha C. Oman, phu nhân Chuẩn đô đốc Charles M. Oman, và được cho nhập biên chế cùng Hải quân Hoa Kỳ tại Xưởng hải quân Philadelphia vào ngày 19 tháng 6, 1945 dưới quyền chỉ huy của Hạm trưởng, Thiếu tá Hải quân James Gold Andrews.

## Lịch sử hoạt động
Sau khi hoàn tất việc chạy thử máy trên sông Delaware, Sabalo đi đến Căn cứ Tàu ngầm Hải quân New London tại New London, Connecticut để tiếp tục chạy thử máy và huấn luyện. Nó hoạt động tại chỗ từ căn cứ New London cho đến tháng 6, 1946, khi nó bắt đầu được chuẩn bị để ngừng hoạt động. Con tàu được cho xuất biên chế tại Xưởng hải quân Portsmouth ở Kittery, Maine vào ngày 7 tháng 8, 1946, và được đưa về Hạm đội Dự bị Đại Tây Dương.
Sau khi cuộc Chiến tranh Triều Tiên nổ ra vào tháng 6, 1950, Sabalo được cho nhập biên chế trở lại vào ngày 1 tháng 6, 1951. Nó rời New London vào tháng 8 để đi sang cảng nhà mới tại Trân Châu Cảng thuộc quần đảo Hawaii, đến nơi vào tháng 9, nơi nó hoạt động tại chỗ cho đến tháng 2, 1952. Chiếc tàu ngầm trải qua đợt hiện đại hóa theo khuôn khổ Chương trình Ống hơi Hạm đội tại Xưởng hải quân Trân Châu Cảng từ ngày 18 tháng 2 đến ngày 28 tháng 9, 1952. Đây là một phương án nâng cấp ít tốn kém hơn các đề án GUPPY áp dụng cho nhiều tàu ngầm hạm đội thời Thế Chiến II. Tháp chỉ huy của nó cũng được làm suôn gọn hơn, nhưng hình dạng thân tàu không thay đổi.
Sau đó Sabalo luân phiên các hoạt động thường lệ từ cảng nhà với những chuyến tuần tra đến các vùng biển Viễn Đông. Đợt thứ nhất diễn ra từ ngày 26 tháng 12, 1952 đến ngày 26 tháng 6, 1953; rồi tiếp nối bởi đợt thứ hai diễn ra từ giữa tháng 11, 1954 đến ngày 10 tháng 5, 1955. Chuyến tuần tra thứ ba từ ngày 17 tháng 9 đến ngày 4 tháng 11, 1955 được thực hiện tại lãnh thổ Alaska và vùng phía Đông quần đảo Aleut. Đến tháng 9, 1966, nó chuyển cảng nhà đến San Diego, California, và tiếp tục hoạt động huấn luyện dọc theo vùng bờ Tây, chủ yếu phục vụ cho hoạt động huấn luyện chống tàu ngầm cho các hạm tàu nổi của hạm đội.
Sabalo phục vụ cùng Đệ Nhất hạm đội cho đến khi được cho xuất biên chế vào ngày 1 tháng 7, 1971, và được cho rút tên khỏi danh sách Đăng bạ Hải quân cùng vào ngày hôm đó. Cuối cùng con tàu bị đánh chìm như một mục tiêu trong Dự án Thurber ngoài khơi San Diego vào ngày 21 tháng 2, 1973.

## Phần thưởng
Nguồn: Navsource Naval History
|  |  |

| Huân chương Chiến dịch Hoa Kỳ | Huân chương Chiến thắng Thế Chiến II |